# Deutsche Botschaft Tiflis
Die Deutsche Botschaft Tiflis ist die diplomatische Vertretung der Bundesrepublik Deutschland in Georgien.

## Lage und Gebäude
Das Kanzleigebäude der Botschaft liegt in der Altstadt von Tiflis. Die Straßenanschrift lautet: Nino Chkheidze Str. 38, 0102 Tbilisi, Georgien.
Die Botschaft ist rund 100 Meter vom Ostufer des Flusses Kura entfernt. Das georgische Außenministerium liegt 4 km westlich und ist in der Regel in gut 10 Minuten erreichbar. Zu dem 16 km östlich gelegenen internationalen Flughafen Tiflis (Tbilisi International Airport) ist in der Regel eine Fahrtzeit von einer guten halben Stunde anzusetzen.
Im Jahr 2013 erhielt die Bundesbauverwaltung den Auftrag, einen Neubau der Botschaft Tiflis zu errichten. Neben dem Kanzleigebäude waren die Visastelle, die Residenz des Botschafters und weitere Nebengebäude Gegenstand der Planung. Ein bundeseigenes, rund 7300 m² großes unbebautes Hanggrundstück in Tiflis stand als Baugrundstück zur Verfügung.
Die neue, oberhalb des Zentrums der Hauptstadt befindliche Liegenschaft war Bestandteil eines geplanten Botschaftsviertels. In direkter Nachbarschaft wurde die Botschaft von Großbritanniens errichtet. Ein wertvoller, das Gelände prägender Baumbestand war trotz der umfangreichen Baumaßnahmen weitgehend zu erhalten. Die Hanglage mit Ausrichtung auf das Stadtzentrum ermöglichte es den an einem im Jahr 2014 durchgeführten Wettbewerb teilnehmenden Architekten, mit reizvollen Sichtbeziehungen auf die Stadt einen repräsentativen Neubau zu konzipieren. Das Vorhaben wurde nicht den ursprünglichen zeitlichen Planungen entsprechend umgesetzt; die in Aussicht genommene Fertigstellung wurde in die erste Hälfte der 2020er Jahre geschoben.

## Auftrag und Organisation
Die Deutsche Botschaft Tiflis hat den Auftrag, die deutsch-georgischen Beziehungen zu pflegen, die deutschen Interessen gegenüber der Regierung von Georgien zu vertreten und die Bundesregierung über Entwicklungen in Georgien zu unterrichten.
In der Botschaft werden die Sachgebiete Politik, Wirtschaft, Kultur und Bildung sowie Entwicklungszusammenarbeit (EZ) bearbeitet. Deutschland ist einer der größten bilateralen Partner Georgiens in der Entwicklungszusammenarbeit. Das Land hat seit 1992 über eine Milliarden Euro Unterstützung erhalten. Schwerpunkte liegen in den Bereichen Umwelt; nachhaltige Wirtschaftsentwicklung; Demokratie, Zivilgesellschaft und öffentliche Verwaltung.
Das Referat für Rechts- und Konsularangelegenheiten der Botschaft betreut ganz Georgien als konsularischen Amtsbezirk. Es bietet konsularische Dienstleistungen für im Land ansässige deutsche Staatsangehörige an. Die Visastelle des Referats stellt Visa für georgische Staatsangehörige aus.

## Geschichte
Nach dem Zerfall der Sowjetunion erlangte das heutige Georgien am 9. April 1991 seine Unabhängigkeit. Die Bundesrepublik Deutschland eröffnete am 13. April 1992 ihre Botschaft in Tiflis.